# 藍吻犁頭鰩科
藍吻犁頭鰩科（學名：Glaucostegidae），又稱藍吻琵琶鱝科、顆粒琵琶鱝科，是犁頭鰩目的一個科，旗下僅有1屬共10種，分布於印度洋及太平洋海域，原被歸類為犁頭鰩科的一屬，但現在被認定為一個獨立的科，它們的上體呈均勻的淡黃色、棕色或灰色，鼻子呈淺色。大多數都體型較大，長度可達1.7到3公尺。

## 分類
本科種類如下：
- 吻斑藍吻犁頭鰩(Glaucostegus cemiculus) ：又稱吻斑藍吻琵琶鱝。(Geoffroy St. Hilaire, 1817) (Blackchin guitarfish)
- 顆粒藍吻梨頭鰩 (Glaucostegus granulatus)：又稱顆粒藍吻琵琶鱝、顆粒琵琶鱝。 (Cuvier, 1829) (Sharpnose guitarfish)
- 哈氏藍吻梨頭鰩(Glaucostegus halavi)：又稱哈氏藍吻琵琶鱝。 (Fabricius 1775) (Halavi guitarfish)
- 小眼藍吻梨頭鰩(Glaucostegus microphthalmus)：又稱小眼藍吻琵琶鱝、小眼琵琶鱝。 (H.-T.Teng, 1959) (Smalleyed guitarfish)
- 鈍吻藍吻犁頭鰩(Glaucostegus obtusus)：又稱鈍吻藍吻琵琶鱝。 (Müller & Henle, 1841) (Widenose guitarfish)
- 佩氏藍吻犁頭鰩(Glaucostegus petiti)：又稱佩氏藍吻琵琶鱝。 (Chabanaud, 1929) (Madagascar guitarfish)
- 棘吻藍吻犁頭鰩(Glaucostegus spinosus)：又稱棘吻藍吻琵琶鱝。 (Günther, 1870) (Spiny guitarfish)
- 素氏藍吻犁頭鰩(Glaucostegus thouin)：又稱素氏藍吻琵琶鱝。 (Anonymous [Lacépède], 1798) (Clubnose guitarfish/Thouin ray)
- 藍吻梨頭鰩(Glaucostegus typus)：又稱藍吻琵琶鱝。 (Anonymous [E. T. Bennett], 1830) (Giant guitarfish)
- 李氏藍吻犁頭鰩(Glaucostegus younholeei)：又稱李氏藍吻琵琶鱝。 (Habib & Islam, 2021) (Bangladeshi guitarfish)